# LOVE LETTER (보아의 노래)
"Love Letter"는 대한민국의 팝 가수 보아의 일본 23번째 싱글이다. 2007년 7월 24일 처음 인터넷 상으로 싱글의 제목과 발매일만 알려졌으며, 2007년 7월 30일에 보아의 공식 홈 페이지에 자켓 사진과 작사·작곡가 정보 등 세부 사항이 정식으로 공지되었다. 2007년 8월 17일에는 9월 19일로 정해졌던 발매일이 2007년 9월 26일로 옮겨졌다고 발표되었다.
싱글의 타이틀 곡 〈LOVE LETTER〉는 보아의 〈DO THE MOTION〉, 코다 쿠미의 〈you〉 등을 작곡한 쿠즈야 요코가 작곡했다. 작사에 보아도 참여했으며, 미디엄 발라드 곡이다. 이 곡은 니혼테레비의 버라이어티 프로그램 《이타다키 머슬!》의 9월 엔딩곡으로 쓰였다. 발매를 한 달 정도 앞둔 8월 말에 뮤직 비디오도 공개되었는데, 뮤직 비디오에는 여러 개의 전구와 시계가 걸려 있는 어두운 방에서 검은 원탁 앞에 앉아 노래를 부르는 장면, 뮤직 비디오 안에 등장하는 어린아이가 준 편지를 가지고 거리를 걷는 장면, 회전목마를 타는 장면 등으로 구성되어 있다. 뮤직 비디오 공개에 앞서 보아는 8월 10일, 자신의 일본 블로그를 통해 이 곡의 뮤직비디오를 촬영했으며, 〈make a secret〉의 뮤직 비디오를 촬영한 카와무라 켄스케 감독이 촬영했다고 밝혔다. 카와무라 켄스케는 아무로 나미에의 〈Hide & Seek〉의 뮤직 비디오를 촬영했고, 이 외에도 코다 쿠미, 나카시마 미카의 뮤직 비디오를 촬영했다.
두 번째 트랙 〈Diamond Heart〉는 2007년 6월부터 일본의 휴대 전화 광고 음악으로 사용되었고, 이미 기간 한정으로 휴대 전화 음악 서비스에 공개된 적이 있다. 세 번째 트랙 〈Beautiful Flowers〉는 4월부터 TBS 《THE 프로야구》의 테마곡으로 선정되어 일찌감치 전파를 탔다. 두 곡 모두 발매일에 비해 일찍 공개되었지만, CD에 수록되는 것은 이 싱글이 처음이다.
2007년 9월 14일, 테레비아사히의 《뮤직 스테이션》에서 〈LOVE LETTER〉를 부름으로써 싱글 활동을 시작했다. 같은 해 12월 31일 《NHK 홍백가합전》에서는 이 곡과 〈[[메리크리|メリクリ]]〉를 엮어 "BoA 윈터 발라드 스페셜"이라는 이름으로 출연했다.
2007년 10월 4일에 대한민국에 라이센스반도 발매가 되었으나, CD반의 보너스 트랙인 〈LOVE LETTER (Winter Acoustic Version)〉이 재생이 되지 않는 하자가 발생해, 제작사 측은 리콜을 결정하였고, 판매도 중지되었다. 정식 판매는 10월 10일이 되어서야 재개될 수 있었다.
2008년 2월 27일 발매된 6번째 정규 앨범《THE FACE》에 이 싱글에 수록된 3곡 모두가 수록되었다.

## 수록곡 목록
| CD (Disc 1)  | CD (Disc 1)                                               | CD (Disc 1)                                                          | CD (Disc 1)                                                          | CD (Disc 1) |
| 트랙         | 수록곡                                                    | 작사·작곡·편곡                                                       | 작사·작곡·편곡                                                       |             |
| ------------ | --------------------------------------------------------- | -------------------------------------------------------------------- | -------------------------------------------------------------------- | ----------- |
| 01           | LOVE LETTER                                               | 작사 : 보아, 와타나베 나츠미 / 작곡 : 쿠즈야 요코 / 편곡 : YANAGIMAN | 작사 : 보아, 와타나베 나츠미 / 작곡 : 쿠즈야 요코 / 편곡 : YANAGIMAN |             |
| 02           | Diamond Heart                                             | 작사 : 니시다 에미 / 작곡·편곡 : ArmySlick                           | 작사 : 니시다 에미 / 작곡·편곡 : ArmySlick                           |             |
| 03           | Beautiful Flowers                                         | 작사 : 후지바야시 쇼코 / 작곡·편곡 : h-wonder                        | 작사 : 후지바야시 쇼코 / 작곡·편곡 : h-wonder                        |             |
| 04           | ※첫회반 보너스 트랙 LOVE LETTER (Winter Acoustic Version) | 작곡·편곡：쿠즈야 요코                                               | 작곡·편곡：쿠즈야 요코                                               |             |
| 05           | LOVE LETTER (Instrumental)                                | 작곡·편곡：쿠즈야 요코                                               | 작곡·편곡：쿠즈야 요코                                               |             |
| 06           | Diamond Heart (Instrumental)                              | 작곡·편곡 : ArmySlick                                                | 작곡·편곡 : ArmySlick                                                |             |
| 07           | Beautiful Flowers (Instrumental)                          | 작곡·편곡 : h-wonder                                                 | 작곡·편곡 : h-wonder                                                 |             |
| DVD (Disc 2) |                                                           |                                                                      |                                                                      |             |
| 01           | LOVE LETTER (VIDEO CLIP)                                  | LOVE LETTER (VIDEO CLIP)                                             | 촬영 : 카와무라 켄스케                                               |             |